# Клептофобия
Клептофобия (др.-греч. κλέπτειν — «воровать» + φόβος — «страх»; букв. «страх воровать», «страх воров») — страх воров, боязнь оказаться обкраденным, обворованным. Противоположностью клептофобии является клептомания, стремление украсть чего-либо, кого-либо. Проявляется этот страх не только физиологическими, но и эмоциональными расстройствами, проявляется в виде плохого предчувствия и тревоги. Человека, страдающего клептофобией, называют клептофобом.

## Признаки
Признаками этого страха является навязчивый страх воров, тщательная проверка входной двери, окон и чердака. Помимо этого могут быть беспокойство по поводу безопасности дома, тревожность, боязнь умереть.

## Симптомы
Помимо признаков клептофобии, бывают и симптомы, как неспецифические, так и специфические.

### Неспецифические симптомы
- Тошнота;
- потливость;
- головная боль;
- головокружение;
- тахикардия;
- аритмия;
- тремор;
- дрожь;
- дискомфорт в животе;
- боль в груди;
- чувство удушья.

### Специфические симптомы
- Чрезмерная безопасность. Клептофоб, если имеются защитные средства, использует их для самозащиты (например, газовый баллончик, ружьё и т. д.), даже заводит собаку для охраны двора своего дома, закрывает все окна, двери и др.;
- Страх быть обворованным. Клептофоб боится быть ограбленным, чувство тревоги усиливается при прогулке по тёмным паркам, улицам, переулкам и др.

## Причины

### Частые причины
- Танатофобия;
- Тревожность;
- Гипертензия.

### Редкие причины
- Гипертермия;
- Гипотермия;
- Черепно-мозговая травма.

## Группы риска
- Пожилые люди;
- Лица, которые однажды стали жертвой ограбления;
- Мнительные и тревожные личности;
- Дети гиперопекающих родителей[2].

## Лечение
Для лечения страха психологи используют гипноз, анализ, когнитивно-поведенческую психотерапию. Важно выявить травмы и деструктивные убеждения личности. В запущенных стадиях показан прием лекарств: седативных, транквилизаторов, нейролептиков. В качестве самопомощи психологи рекомендуют использовать аутотренинг.

## Последствия
Если не лечить клептофобию, то страх начнёт изматывать человека, а в запущенных случаях начнут мучить галлюцинации. Человек физически и психологически истощается, не ходит на работу в страхе потерять кошелёк и ценные вещи.